# Feri Lainšček

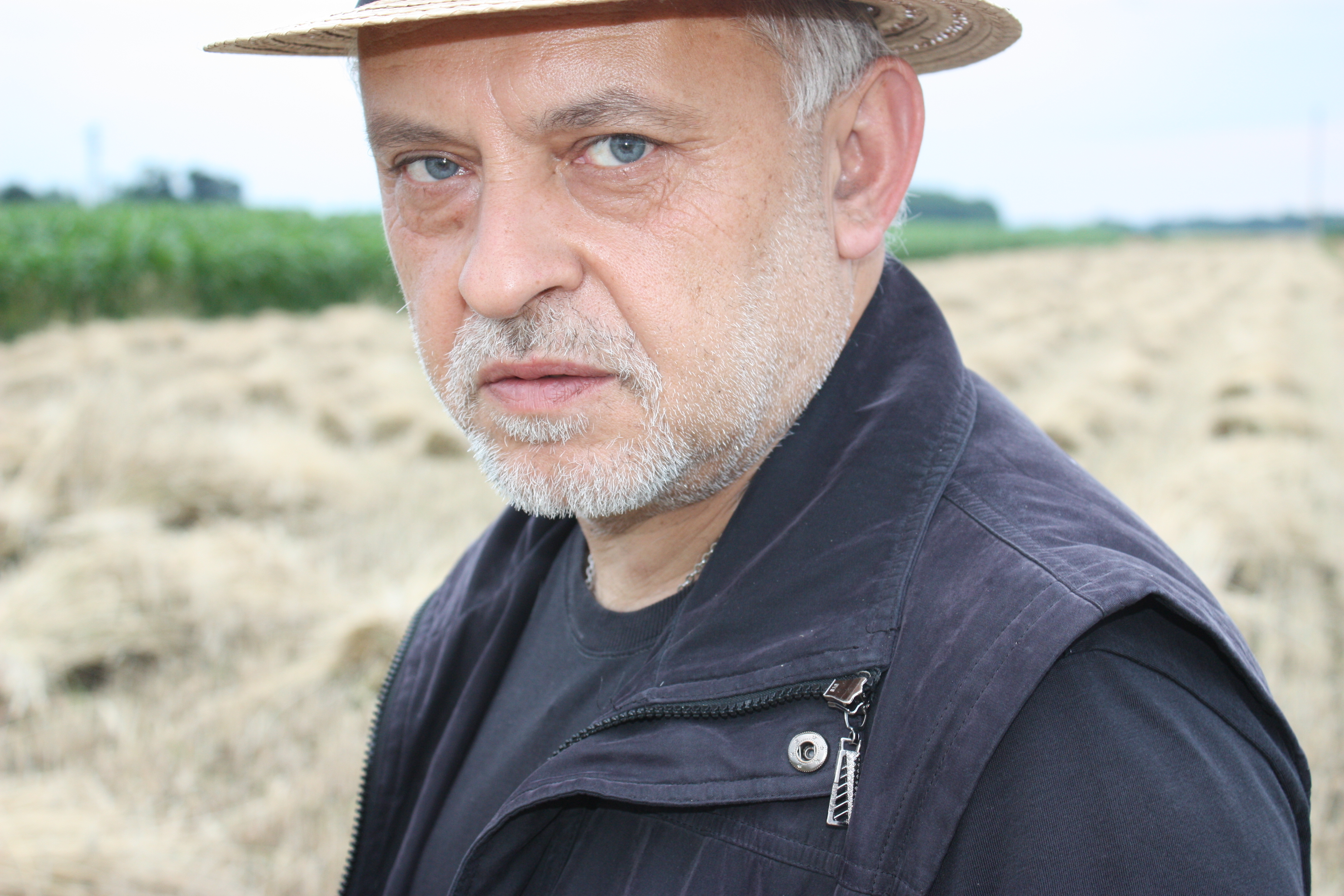
Lainšček in 2015

Franc "Feri" Lainšček (Dolenci, 5 oktober 1959) is een Sloveense schrijver, dichter, scenarioschrijver en dramaticus. 
Feri Lainšček werd geboren in 1959 is Dolenci, in Prekmurje nabij de Hongaarse grens. Hij is grootgebracht in het plaatselijk dialect, een noordelijke variant van het Prekmurees. Zijn relatie tot de wereld zijn deels gevormd door zijn contacten met de Roma-gemeenschap, die net zoals hem aan de rand van het dorp woonden. Na het gymnasium in Murska Sobota sloeg Lainšček niet voor de toelatingsexamens voor de Kunstacademie in Ljubljana en besloot aan de faculteit voor sociale wetenschappen te studeren aan de Universiteit van Ljubljana. Hij verdiende geld bij in zijn studententijd met zijn werk bij de blablabla bij Radio Ljubljana en schreef in zijn vrije tijd gedichten en een roman, die in episodes gepubliceerd werden in het tijdschrift Teleks. Lainšček schrijft voor zowel volwassenenromans, als jeugdliteratuur. Naast poëzie en proza schrijft hij ook drama's en liedteksten voor Sloveense artiesten. Zijn personages staan voornamelijk op de laatste trede op de sociale ladder en bevinden zich in een existentiële crisis.

## Werken

### Romans
- Peronarji – 1982
- Raza – 1986
- Razpočnica – 1987
- Grinta – 1991
- Namesto koga roža cveti – 1991
- Astralni niz – 1993
- Ki jo je megla prinesla – 1993
- Vankoštanec – 1994
- Mož v pasijonki – 1997
- Skarabej in vestalka – 1997
- Atentat v Slovenskem dvorcu – 1998
- Petelinji zajtrk – 1999
- Ločil bom peno od valov – 2003
- Muriša – 2006
- Nedotakljivi, mit o Ciganih – 2007
- Ne povej, kaj si sanjala – 2008
- Sprehajališča za vračanje – 2010
- Jadrnica – 2011
- Orkester za poljube – 2013
- Strah za metulje v nevihti – 2014
- Prvotnost – poema o ljubezni – 2018
- Zadoščenje – 2019
- Kurji pastir – 2020 (1e deel trilogie)
- Murska saga (romaneskni diptih: skupna izdaja romanov Ločil bom peno od valov in Muriša) – 2022
- Petelinje jajce (2e deel trilogie Kurji pastir) – 2023
- Kurja fizika (3e deel trilogie Kurji pastir) – 2024

### Poëziebundels
- Kot slutnja radovedno – 1981
- Dnevovina – 1986
- Hiša svetega Nikolaja – 1990
- Dlan mi po tebi diši – 2001; 2012
- Ne bodi kot drugi – 2007
- Nigdar neboš znala (Sloveens en Prekmurees) – 2007
- Pesmi za ženski glas in zvonove – 2009
- Lübezen – 2014
- Demon ljubezni – 2016
- Ne – 2022
- Stišja – 2024
- Verjeti, verjeti  – 2024

### Kortverhalen
- Za svetlimi obzorji – 1988
- Srebrni breg (slovensko-prekmurski) – 1995

### Kinder- en jeugdliteratuur
- Cicibanija, gedichten (1987)
- Cufek modrijan, prentenboek (1989)
- Cufek v živalskem vrtu, prentenboek (1989)
- Ko želi Tilčka postati Tilka in ko želi Tilček postati Tilen, verhalen (1990)
- Ajša Najša, roman (1989)
- Znalček na cesti, prentenboek (1990)
- Čiren čaj in juha kokos pokos kvak kvak, verhaal (1990)
- Škrat Sanjavec, gedichten (1992)
- Velecirkus Argo, roman (1996)
- Mislice, sprookjes (2000)
- Deček na dedovem kolesu, roman (2001)
- Brki od mleka, gedichten (2002)
- Serija osmih slikanic o Žlopih (1999–2002)
- Lučka, prentenboek (2005)
- Tudi živali sanjajo, gedichten (2008)
- Hit poletja, roman (2008)
- Če padeš na nos ne prideš na Nanos, gedichten (2003)
- Mišek Miško in Belamiška, prentenboek (2009)
- Medo praznuje rojstni dan, gedichten (2010)
- Barvice, gedichten (2010)
- Pesmi o Mišku in Belamiški, gedichten (2010)
- Ko bova velika, verhalen (2012)
- Bratec in sestrica, prentenboek (2013)
- Kuža Goldi gre na sprehod, prentenboek (2014)
- Življenje nima naslova, roman (2023)
- Ne (2022)
- Družina, prentenboek (2024)

### Films
- Halgato (gebaseerd op het boek Namesto koga roža cveti)
- Mokuš (gebaseerd op het boek Ki jo je megla prinesla)
- Hit poletja (gebaseerd op het jeugdboek Hit poletja)
- Petelinji zajtrk (gebaseerd op het boek Petelinji zajtrk)
- Traktor, ljubezen in rock'n'roll (gebaseerd op het boek Vankoštanc)
- Šanghaj (gebaseerd op het boek Nedotakljivi)

## Prijzen
Lainšček won tweemaal de Kresnikprijs, in 1992 voor zijn roman Namesto koga roža cveti en in 2007 voor zijn roman Muriša. In 1995 won hij de Prešerenfondsprijs voor zijn roman Ki jo je megla prinesla en in 2021 de Prešerenprijs voor zijn complete oeuvre. 